# Sekundærrute 225
Sekundærrute 225 er en rutenummereret landevej på Sjælland.
Ruten strækker sig fra Slagelse til Hundested via Rørvig.
Rute 225 har en længde på ca. 78 km. (ekskl. færge)